# Meletie I Pigas
Meletie I Pigas (în greacă Μελέτιος Πηγάς, transliterat: Meletios Pigas; n. 1549, Heraklion, Republica Veneția – d. 12/22 septembrie 1601, Alexandria, Egipt) a fost un cleric ortodox grec, care a îndeplinit funcția de patriarh ortodox al Alexandriei între anii 1590 și 1601. Simultan, din 1596 până în 1598, a slujit și ca locum tenens al Patriarhiei Ecumenice a Constantinopolului. El este cinstit ca sfânt în Biserica Ortodoxă, fiind prăzuit în ziua de 13 septembrie.

## Biografie
Meletie s-a născut în orașul Candia (Heraklion) de pe insula Creta, care era la acea vreme capitală a Regatului Venețian al Candiei, în 1549 și a studiat filologia clasică, filozofia și medicina la Padova. A devenit protosyncellus al patriarhului Silvestru al Alexandriei, căruia i-a succedat în funcție, după moartea acestuia, la 5 august 1590.
Chiar dacă a susținut doctrina transsubstanțierii, a fost un adversar înverșunat al Bisericii Catolice și a depus eforturi pentru unirea Bisericii Ortodoxe Grecești a Alexandriei cu Biserica Coptă. În anul 1593 a luat parte la un sinod ținut la Constantinopol care a confirmat înființarea Patriarhiei Moscovei.
Fără să-și dea demisia din funcția de patriarh al Alexandriei, a slujit ca locum tenens al Patriarhiei Ecumenice a Constantinopolului între decembrie 1596 și februarie 1597 și de la sfârșitul lui martie 1597 până în martie sau aprilie 1598, când a renunțat la administrarea treburilor bisericești constantinopolitane pentru a continua să se ocupe doar de scaunul patriarhal alexandrin.
A murit la Alexandria în 12 septembrie 1601.